# 町田洋介
町田 洋介（まちだ ようすけ、1983年4月4日 - ）は、神奈川県横須賀市出身の元プロバスケットボール選手で、現在は指導者。現役時代のポジションはスモールフォワード/パワーフォワード。

## 来歴
横須賀市立神明中学校に入学と同時にバスケ部に入部し、バスケットボールを始める。学校自体は決して強くは無かったが、それでも「走れるセンター」として頭角を現し、中学2年生の時に横須賀市選抜に選ばれ、横浜市選抜との試合に出場し活躍。この活躍が認められ、その夏神奈川県選抜に選ばれる。しかし、その夏にピボットのターン時に膝の前十字靱帯を損傷。手術をしなければならなくなるものの、子供で成長中だった為手術は見送りプレイを続ける。

中学の先輩の後を追い、法政二高に入学、インターハイに2年連続出場。また、全日本ジュニア候補にも選ばれる。高校3年生の秋に、中学時代に怪我をしていた前十字靱帯の手術を行い、ウィンターカップは断念する。
法政大学進学後は2年次にインカレ・ベスト4に貢献。4年次には関東トーナメント優勝を果たし優秀選手賞にも選ばれる。
ユニバーシアードに2大会連続で出場。U-24日本代表にも選ばれた。
卒業後、東芝ブレイブサンダースに入団。
2008年、bjリーグに新規参入となる滋賀レイクスターズよりドラフト全体1位指名を受け入団。念願のプロ契約選手となる。
ヘッドコーチ曰く「素材はすでに日本代表級」ポジションをコンバートしスコアラーとして、リーグナンバーワンプレイヤーを目指す。
2009年、リンク栃木ブレックスへ移籍。こちらもプロ契約を結ぶ。
2011年、現役引退。
2013年、筑波大学男子バスケットボール部アシスタントコーチ就任
2015年、札幌大学男子バスケットボール部ヘッドコーチ就任、2016年インカレでは14年ぶりに初戦勝利に導いた。
2019年、B1リーグ宇都宮ブレックスのアシスタントコーチに就任。2021-22シーズンには2度目の優勝に貢献する。
2023年、B2リーグ越谷アルファーズのアシスタントコーチに就任。
2024年、このシーズンよりB1リーグへ昇格した越谷アルファーズのアソシエイトコーチに就任。
2025年、B1リーグ仙台89ERSのアシスタントコーチに就任。

## プレースタイル
東芝まではセンターであったが、滋賀移籍後は、フォワードにコンバートする。コンバート後は3ポイントシュートを多く決めるスコアラーとして活躍した。

## 経歴
- 横須賀市立神明中学校 - 法政二高 - 法政大学 - 東芝（2006年〜2008年） - 滋賀（2008年〜2009年） - リンク栃木ブレックス（2009年〜2011年）

## 成績
bjリーグ2008-2009シーズン
個人成績
| No | 選手名   | 得点 | 1試合平均得点 | 3P成功率 | 2P成功率 | ダンク数 | フリースロー成功率 | 出場時間 |
| -- | -------- | ---- | ------------- | -------- | -------- | -------- | ------------------ | -------- |
| 21 | 町田洋介 | 323  | 6.2           | 24.9     | 35.4     | 0        | 61.4               | 1082     |